# تالس هیل
longitudeتالس هیلlatitudeتالس هیل
تالس هیل (به انگلیسی: Tulse Hill) یک ناحیه در بریتانیا است که در منطقه لمبت لندن واقع شده‌است.

## ایستگاه‌های متروی نزدیک
- ایستگاه متروی بریکستون (خط ویکتوریا)